# Lindenberg (Nijmegen, cultureel centrum)

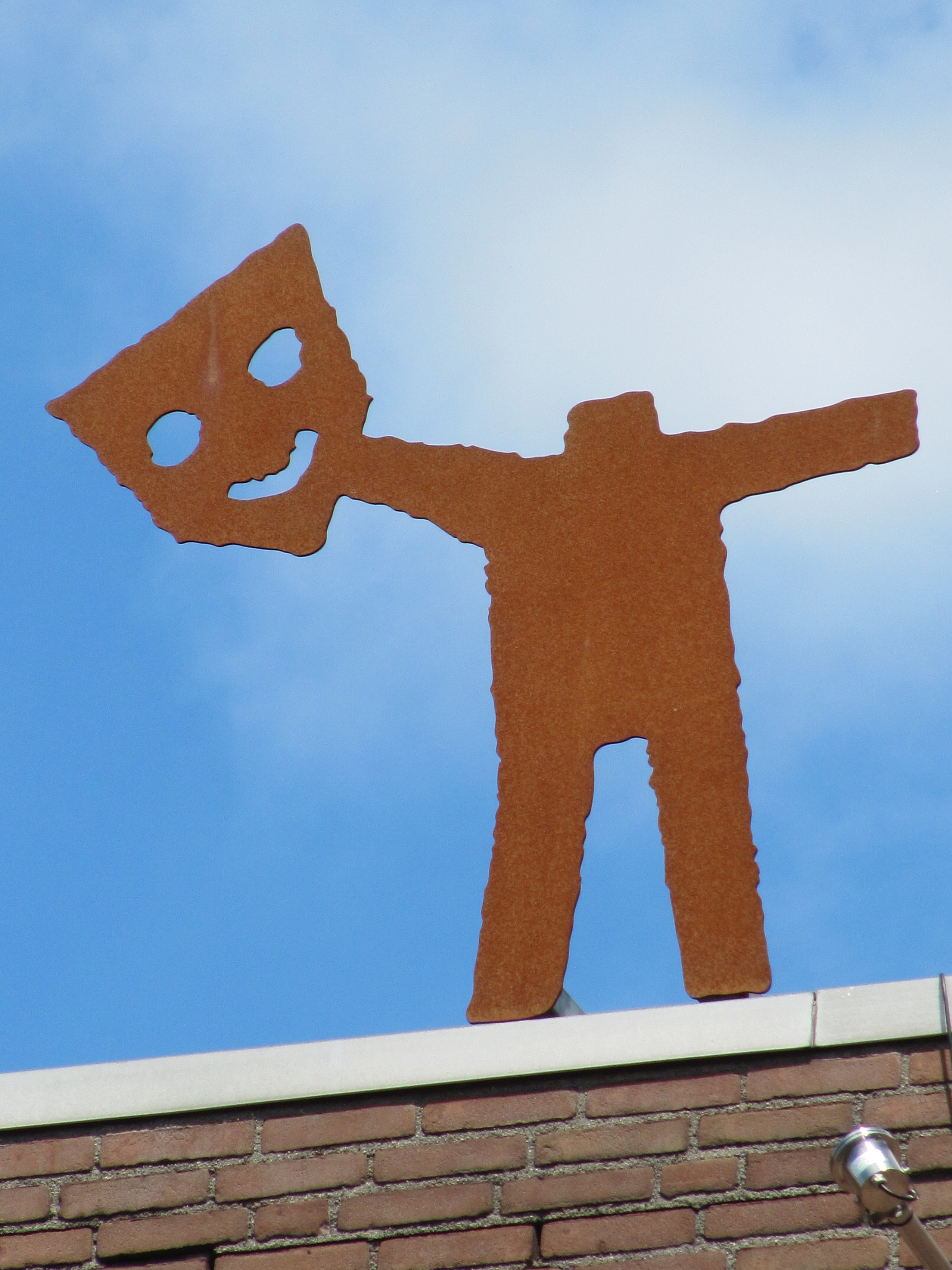
Sculptuur op het dak

De Lindenberg (of Lindenberg Nijmeegs huis voor de kunsten) is een kunstzinnig cultureel centrum in de Nederlandse stad Nijmegen. De hoofdlocatie is gelegen aan Ridderstraat 23, tegenover het Valkhof in de Benedenstad. In de wijk Aldenhof, stadsdeel Dukenburg, is een dependance gevestigd. 
De naam wordt soms ook geschreven als De Lindenberg, met twee vaste hoofdletters.

## Voorgeschiedenis
De naam van het culturele centrum is ontleend aan een gelijknamige straat, die hier tot ca. 1950 in de nabijheid liep. Deze straat was op zijn beurt vernoemd naar de linden die hier ooit stonden. In de nabijheid liepen vroeger ook de Strikstraat en oude Duivengas (straten die na de Tweede Wereldoorlog zijn verdwenen).
Omstreeks 1859 verrees op deze plek in enkele maanden tijd het zeer buitenissige wooncomplex Bat-Ouwe-Zate van Franciscus Johannes Hallo. Dit is in 1954 weer gesloopt, waarna de plek hier vrij was voor het cultureel centrum. Dat zou een kleine twintig jaar later gereed komen. De westvleugel werd gebouwd waar voorheen de Duivengas liep.

## Het cultureel centrum
Het ontwerp voor het gebouw van De Lindenberg was van Eijkelenboom en Middelhoek (nu EGM architecten). De Lindenberg werd in 1972 als cultureel centrum geopend door de toenmalige minister van Cultuur, P.J. Engels. 
Het bestond in het begin uit de Vrije Academie, de Stichting Nijmeegse Muziekschool en de Openbare Leeszaal en Boekerij, de openbare bibliotheek van Nijmegen.  Aan het begin van de 21e eeuw is de bibliotheek verhuisd naar het voormalige hoofdbureau van de politie, aan het Mariënburgplein. 
Inmiddels bestaat De Lindenberg uit verschillende hoofdpoten: het Lindenberg Theater, Cursussen in Kunst en Lindenberg op School. 
Vanaf het seizoen 2006-2007 werd het voordien zelfstandige Steigertheater bij De Lindenberg ondergebracht. De naam van de Steigerzaal, een van de theaterzalen, herinnert hier tegenwoordig nog aan.
Het centrale plein bij De Lindenberg heet sinds 2023 het Troostplein en is vernoemd naar Jan Troost.
Eind 2024 werd bekend dat het gebouw in slechte staat verkeerde, met veel achterstallig onderhoud. Het moest binnen enkele jaren grondig worden gerenoveerd, maar ook sloop werd niet uitgesloten.